# Hyposmocoma argyresthiella
Hyposmocoma argyresthiella — вид молі. Ендемік гавайського роду Hyposmocoma.

## Поширення
Зустрічається на островах Кауаї, Оаху, Молокаї та Гаваї.

## Опис
Гусениця молі плете шовковий кокон, мешкає в горах під шаром моху.